# الیشانگ
الیشانگ (به لاتین: Alishang) یک روستا، رود و یک دره حاصلخیز در ولایت لغمان، و همچنین مرکز اصل ولسوالی مهترلام، در شرق افغانستان است. در حدود ۴۰ کیلومتری شمال غربی جلال‌آباد قرار دارد..